# Копертіно
Копертіно (італ. Copertino, сиц. Cupirtinu) — муніципалітет в Італії, у регіоні Апулія,  провінція Лечче.
Копертіно розташоване на відстані близько 500 км на схід від Рима, 140 км на південний схід від Барі, 14 км на південний захід від Лечче.
Населення — 24 347 осіб (2014).
Щорічний фестиваль відбувається 18 вересня. Покровитель — San Giuseppe da Copertino.

## Демографія
Населення за роками:

Станом на 1 січня 2023 року в муніципалітеті офіційно проживало 748 іноземців з 60 країн, серед них 162 громадяни країн Євросоюзу та 5 громадян України.

## Сусідні муніципалітети
- Арнезано
- Карм'яно
- Галатіна
- Лекуїле
- Леверано
- Монтероні-ді-Лечче
- Нардо
- Сан-П'єтро-ін-Лама